# Holorusia rector
Holorusia rector är en tvåvingeart som först beskrevs av Edwards 1926.  Holorusia rector ingår i släktet Holorusia och familjen storharkrankar. Inga underarter finns listade i Catalogue of Life.